# Adam El-Abd
Adam Mohamad El-Abd (in arabo ادم العبد‎?; Brighton, 11 settembre 1984) è un ex calciatore inglese naturalizzato egiziano, di ruolo difensore.

## Biografia
Possiede la cittadinanza egiziana grazie alle origini del padre. Ha due fratelli, Sami e Joe. Il primo è anch'esso un calciatore, mentre il secondo è un giocatore di rugby.

## Caratteristiche tecniche
Calciatore che ricopre il ruolo di centrale di difesa. Tatticamente versatile, può - all'occorrenza - essere schierato sulle fasce come terzino, o a centrocampo come vertice basso.

## Carriera

### Club
Muove i suoi primi passi nel settore giovanile del Brighton & Hove. Esordisce tra i professionisti il 4 novembre 2003 contro il Boston United, partita valida per gli ottavi di finale di Football League Trophy.
Mette a segno la sua prima rete in carriera il 16 settembre 2006 ai danni del Leyton Orient. Il 18 marzo 2008 una lesione al legamento collaterale del ginocchio rimediata nella sfida con l'Huddersfield gli fa chiudere la stagione in anticipo. Il 5 giugno 2008 rinnova il proprio contratto fino al 2010.

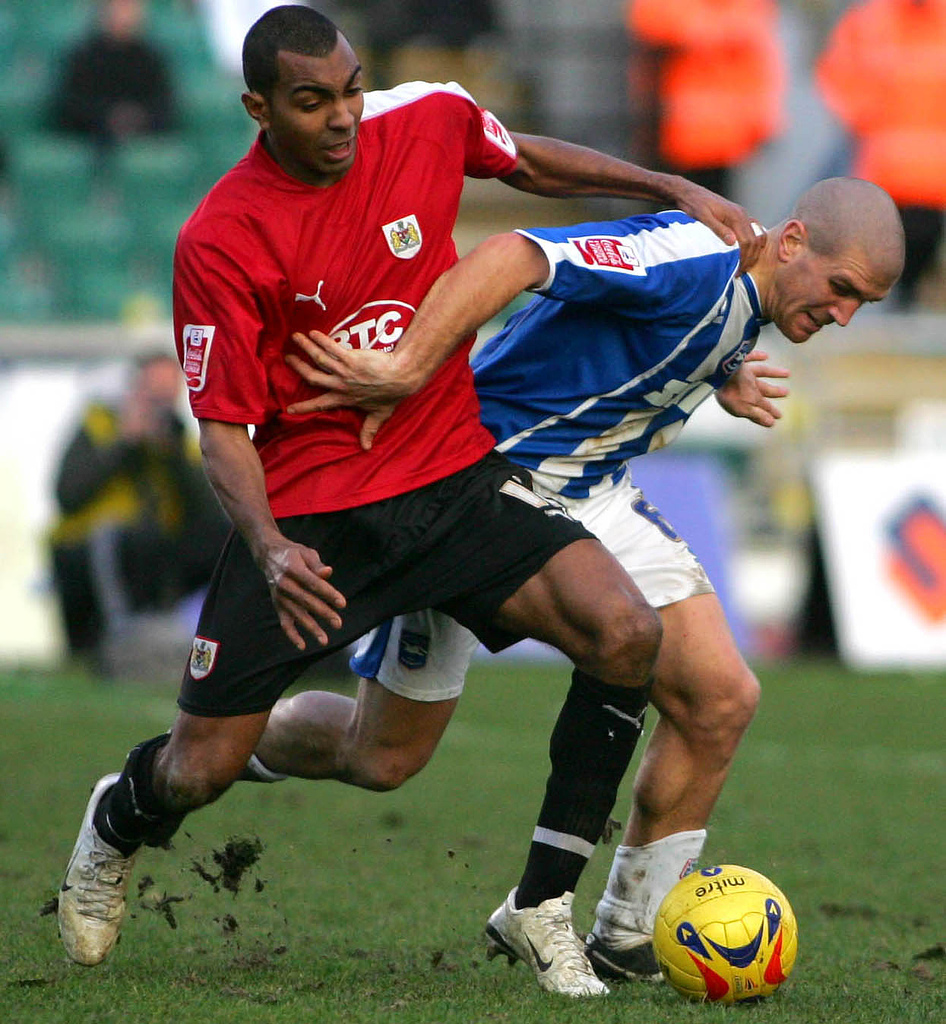
El-Abd ingaggia un duello con Kevin Betsy.

Il 12 aprile 2011 la squadra viene promossa in Championship con cinque giornate d'anticipo. Il 26 maggio gli viene diagnosticata una frattura da stress rimediata al piede sinistro. Rientra in campo - a distanza di sei mesi - il 29 novembre contro il Derby County.
Il 25 agosto 2012 raggiunge le 300 presenze in competizioni ufficiali con il Brighton. Il 5 luglio 2013 si accorda con la società sulla base di un rinnovo biennale.
Poco utilizzato da Óscar García, il 16 gennaio 2014 passa al Bristol City, sottoscrivendo un contratto di tre anni e mezzo.
Il 26 novembre 2014 passa in prestito - fino al 31 gennaio 2015 - al Bury, in League Two. Il 2 febbraio 2015 le due società si accordano per il rinnovo del prestito fino al termine della stagione. Conclude l'annata - terminata con la promozione in League One - con 24 presenze e una rete.
Il 9 ottobre 2015 passa in prestito per tre mesi allo Swindon Town. Il 26 febbraio 2016 passa in prestito al Gillingham.
Il 17 giugno rescinde il contratto che lo legava ai Robins.
Il 15 luglio 2016 si lega per due stagioni allo Shrewsbury Town, in League One. Nominato capitano della rosa, esordisce con gli Shrews il 6 agosto in coppia con Ryan McGivern contro il MK Dons.
Dopo aver rescisso il contratto con gli Shrews, il 3 luglio 2017 firma un biennale con il Wycombe. Il 25 agosto 2022 annuncia il ritiro.

### Nazionale
A causa dell'indisponibilità di Wael Gomaa, il 15 maggio 2012 viene incluso dal CT Bob Bradley nella lista dei convocati che prenderanno parte alla partita contro il Mozambico - valida per le qualificazioni ai Mondiali 2014 - e alle amichevoli contro Camerun, Senegal e Togo. Esordisce con i Faraoni il 20 maggio 2012 in occasione di Egitto-Camerun (2-1), subentrando nell'intervallo al posto di Mahmoud Fathallah.
Mette a segno la sua prima rete in nazionale il 14 agosto 2013 contro l'Uganda. Complici diversi errori - nella partita di qualificazione ai Mondiali 2014 contro la Guinea prima realizza un'autorete in concomitanza con il portiere Sherif Ekramy, poi sbaglia l'intervento che favorisce la rete di Seydouba Soumah - scivola fuori dal giro della nazionale.

## Statistiche

### Presenze e reti nei club
Statistiche aggiornate al 4 maggio 2019
| Stagione               | Squadra                | Campionato             | Campionato | Campionato | Coppe nazionali | Coppe nazionali | Coppe nazionali | Coppe continentali | Coppe continentali | Coppe continentali | Altre coppe | Altre coppe | Altre coppe | Totale | Totale |
| Stagione               | Squadra                | Comp                   | Pres       | Reti       | Comp            | Pres            | Reti            | Comp               | Pres               | Reti               | Comp        | Pres        | Reti        | Pres   | Reti   |
| ---------------------- | ---------------------- | ---------------------- | ---------- | ---------- | --------------- | --------------- | --------------- | ------------------ | ------------------ | ------------------ | ----------- | ----------- | ----------- | ------ | ------ |
| 2003-2004              | Brighton & Hove        | SD                     | 11         | 0          | FACup+CdL       | 0               | 0               | -                  | -                  | -                  | FLT         | 2           | 0           | 13     | 0      |
| 2004-2005              | Brighton & Hove        | FLC                    | 16         | 0          | FACup+CdL       | 0               | 0               | -                  | -                  | -                  | -           | -           | -           | 16     | 0      |
| 2005-2006              | Brighton & Hove        | FLC                    | 29         | 0          | FACup+CdL       | 1+1             | 0               | -                  | -                  | -                  | -           | -           | -           | 31     | 0      |
| 2006-2007              | Brighton & Hove        | FL1                    | 42         | 1          | FACup+CdL       | 2+1             | 0+1             | -                  | -                  | -                  | FLT         | 4           | 0           | 49     | 2      |
| 2007-2008              | Brighton & Hove        | FL1                    | 35         | 1          | FACup+CdL       | 4+1             | 1+0             | -                  | -                  | -                  | FLT         | 3           | 0           | 43     | 2      |
| 2008-2009              | Brighton & Hove        | FL1                    | 31         | 0          | FACup+CdL       | 2+2             | 0               | -                  | -                  | -                  | FLT         | 5           | 0           | 40     | 0      |
| 2009-2010              | Brighton & Hove        | FL1                    | 35         | 1          | FACup+CdL       | 3+1             | 0               | -                  | -                  | -                  | FLT         | 0           | 0           | 39     | 1      |
| 2010-2011              | Brighton & Hove        | FL1                    | 37         | 1          | FACup+CdL       | 2+1             | 0               | -                  | -                  | -                  | FLT         | 1           | 0           | 41     | 1      |
| 2011-2012              | Brighton & Hove        | FLC                    | 23         | 0          | FACup+CdL       | 2+0             | 0               | -                  | -                  | -                  | -           | -           | -           | 25     | 0      |
| 2012-2013              | Brighton & Hove        | FLC                    | 32         | 1          | FACup+CdL       | 2+0             | 0               | -                  | -                  | -                  | -           | -           | -           | 34     | 1      |
| 2013-gen. 2014         | Brighton & Hove        | FLC                    | 9          | 0          | FACup+CdL       | 1+1             | 0               | -                  | -                  | -                  | -           | -           | -           | 11     | 0      |
| Totale Brighton & Hove | Totale Brighton & Hove | Totale Brighton & Hove | 300        | 5          |                 | 27              | 2               |                    | -                  | -                  |             | 15          | 0           | 342    | 7      |
| gen.-giu. 2014         | Bristol City           | FL1                    | 14         | 0          | FACup+CdL       | -               | -               | -                  | -                  | -                  | FLT         | -           | -           | 14     | 0      |
| nov. 2014              | Bristol City           | FL1                    | 2          | 0          | FACup+CdL       | 1+1             | 0               | -                  | -                  | -                  | FLT         | 2           | 0           | 6      | 0      |
| Totale Bristol City    | Totale Bristol City    | Totale Bristol City    | 16         | 0          |                 | 2               | 0               |                    | -                  | -                  |             | 2           | 0           | 20     | 0      |
| nov. 2014-2015         | Bury                   | FL2                    | 24         | 1          | FACup+CdL       | 0               | 0               | -                  | -                  | -                  | FLT         | -           | -           | 24     | 1      |
| 2015-gen. 2016         | Swindon Town           | FL1                    | 13         | 0          | FACup+CdL       | 1+0             | 0               | -                  | -                  | -                  | FLT         | -           | -           | 14     | 0      |
| gen.-giu. 2016         | Gillingham             | FL1                    | 8          | 0          | FACup+CdL       | -               | -               | -                  | -                  | -                  | FLT         | -           | -           | 8      | 0      |
| 2016-2017              | Shrewsbury Town        | FL1                    | 28         | 2          | FACup+CdL       | 3+2             | 0               | -                  | -                  | -                  | FLT         | 1           | 0           | 34     | 2      |
| 2017-2018              | Wycombe                | FL2                    | 36         | 1          | FACup+CdL       | 3+1             | 0               | -                  | -                  | -                  | FLT         | 3           | 0           | 43     | 1      |
| 2018-2019              | Wycombe                | FL1                    | 34         | 3          | FACup+CdL       | 1+1             | 0               | -                  | -                  | -                  | FLT         | 1           | 0           | 37     | 3      |
| Totale Wycombe         | Totale Wycombe         | Totale Wycombe         | 70         | 4          |                 | 6               | 0               |                    | -                  | -                  |             | 4           | 0           | 80     | 4      |
| Totale carriera        | Totale carriera        | Totale carriera        | 459        | 12         |                 | 41              | 2               |                    | -                  | -                  |             | 22          | 0           | 522    | 14     |

### Cronologia presenze e reti in nazionale
| Cronologia completa delle presenze e delle reti in nazionale ― Egitto | Cronologia completa delle presenze e delle reti in nazionale ― Egitto | Cronologia completa delle presenze e delle reti in nazionale ― Egitto | Cronologia completa delle presenze e delle reti in nazionale ― Egitto | Cronologia completa delle presenze e delle reti in nazionale ― Egitto | Cronologia completa delle presenze e delle reti in nazionale ― Egitto | Cronologia completa delle presenze e delle reti in nazionale ― Egitto | Cronologia completa delle presenze e delle reti in nazionale ― Egitto |
| Data                                                                  | Città                                                                 | In casa                                                               | Risultato                                                             | Ospiti                                                                | Competizione                                                          | Reti                                                                  | Note                                                                  |
| --------------------------------------------------------------------- | --------------------------------------------------------------------- | --------------------------------------------------------------------- | --------------------------------------------------------------------- | --------------------------------------------------------------------- | --------------------------------------------------------------------- | --------------------------------------------------------------------- | --------------------------------------------------------------------- |
| 20-5-2012                                                             | Omdurman                                                              | Egitto                                                                | 2 – 1                                                                 | Camerun                                                               | Amichevole                                                            | -                                                                     | 46’                                                                   |
| 12-10-2012                                                            | Dubai                                                                 | Egitto                                                                | 3 – 0                                                                 | Rep. del Congo                                                        | Amichevole                                                            | -                                                                     | 46’                                                                   |
| 16-10-2012                                                            | Abu Dhabi                                                             | Egitto                                                                | 0 – 1                                                                 | Tunisia                                                               | Amichevole                                                            | -                                                                     | 46’ 80’                                                               |
| 6-2-2013                                                              | Madrid                                                                | Cile                                                                  | 2 – 1                                                                 | Egitto                                                                | Amichevole                                                            | -                                                                     | 71’                                                                   |
| 22-3-2013                                                             | Alessandria d'Egitto                                                  | Egitto                                                                | 10 – 0                                                                | eSwatini                                                              | Amichevole                                                            | -                                                                     | 46’                                                                   |
| 14-8-2013                                                             | El Gouna                                                              | Egitto                                                                | 3 – 0                                                                 | Uganda                                                                | Amichevole                                                            | 1                                                                     |                                                                       |
| 10-9-2013                                                             | El Gouna                                                              | Egitto                                                                | 4 – 2                                                                 | Guinea                                                                | Qual. Mondiali 2014                                                   | -                                                                     |                                                                       |
| Totale                                                                |                                                                       | Presenze                                                              | 7                                                                     |                                                                       | Reti                                                                  | 1                                                                     |                                                                       |

## Palmarès

### Club

#### Competizioni nazionali
- Football League One: 1

Brighton & Hove: 2010-2011